# Франц Зенсфусс
Франц Генріх Отто Зенсфусс (нім. Franz Heinrich Otto Sensfuß; 21 червня 1891 — 11 березня 1976) — німецький воєначальник, генерал-лейтенант вермахту (1 серпня 1944). Кавалер Лицарського хреста Залізного хреста з дубовим листям.

## Біографія
Учасник Першої світової війни. Після демобілізації армії залишений у рейхсвері. З 1 березня 1938 року — інспектор фортечних укріплень 3-го, з 26 серпня 1939 року — 12-го військового округу. З 15 червня 1940 року — командувач саперними частинами 9-го армійського корпусу. З 28 червня 1940 року — командир 690-го саперного полку, з 1 квітня 1941 року — командувач саперними частинами 11-ї армії. Учасник німецько-радянської війни. З 12 грудня 1941 по 10 грудня 1943 року — командувач фортечними спорудами в Норвегії. З 1 березня 1944 року — командир 21-ї, з 1 травня 1944 року  212-ї піхотної дивізії. У вересні 1944 року дивізія була майже повністю знищена в районі Оліти і в тому ж місяці сформована заново під як народно-гренадерська. В травні 1945 року здався американським військам.

## Нагороди
- Залізний хрест
  - 2-го класу (18 вересня 1914)
  - 1-го класу (20 листопада 1914)
- Орден «За заслуги» (Баварія) 4-го класу з мечами
- Хрест «За заслуги у війні» (Мекленбург-Стреліц) 2-го класу
- Королівський орден дому Гогенцоллернів, лицарський хрест з мечами
- Нагрудний знак «За поранення» в чорному
- Почесний хрест ветерана війни з мечами
- Медаль «За вислугу років у Вермахті» 4-го, 3-го, 2-го і 1-го класу (25 років)
- Застібка до Залізного хреста
  - 2-го класу (1 жовтня 1939)
  - 1-го класу (22 квітня 1941)
- Відзначений у Вермахтберіхт (7 липня 1944)
- Лицарський хрест Залізного хреста з дубовим листям
  - лицарський хрест (22 серпня 1944)
  - дубове листя (№881; 9 травня 1945)